# Enterprise (Oregon)

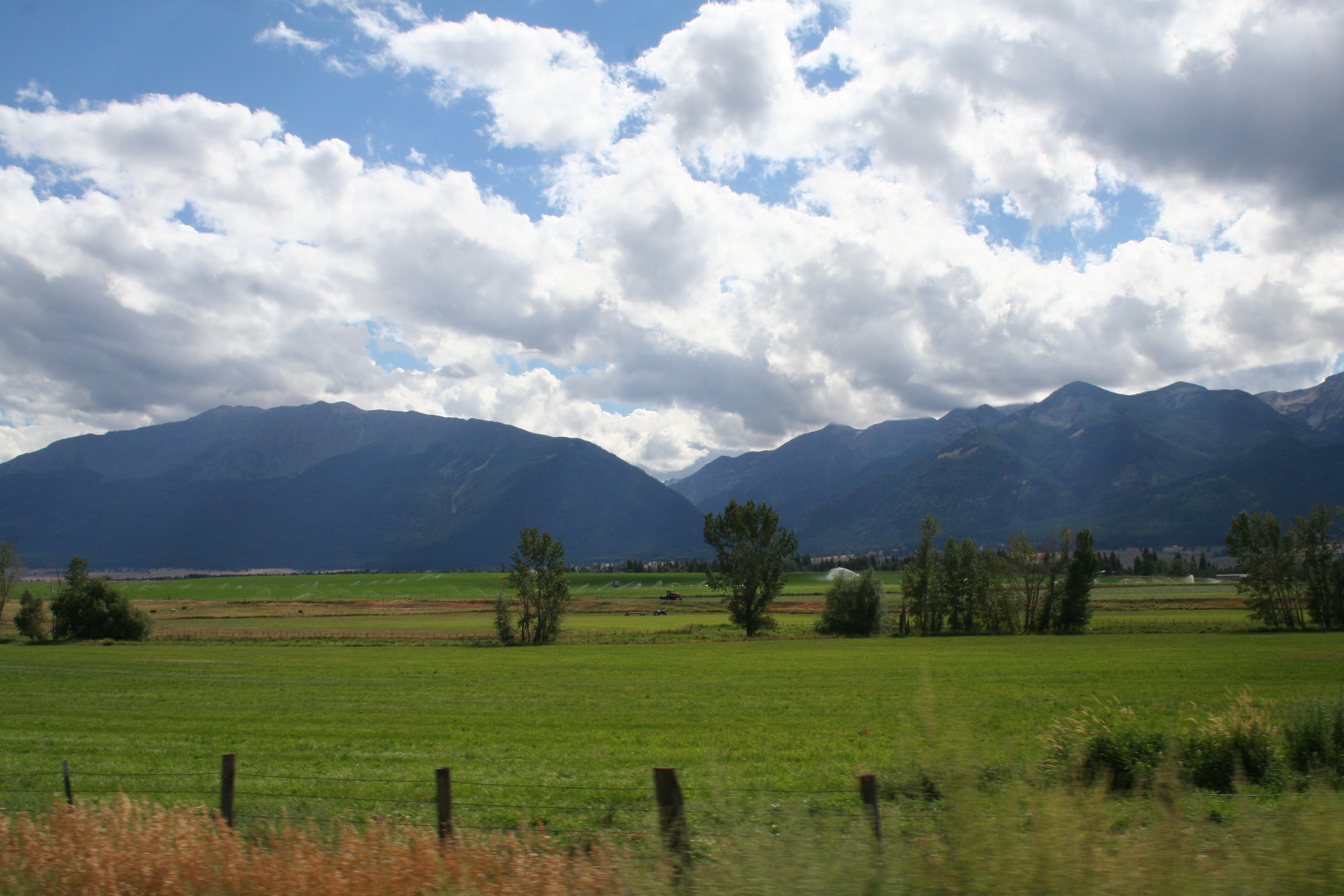
Landschap nabij Enterprise

Enterprise is een plaats (city) in het noordoosten van de Amerikaanse staat Oregon, en is de county seat van Wallowa County. Het stadje werd incorporated op 21 februari 1889, maar bestond toen al enkele jaren als nederzetting. In 1887 werd tijdens een bijeenkomst van de bevolking in een tent de naam Enterprise gekozen.

## Demografie
Bij de volkstelling in 2000 werd het aantal inwoners vastgesteld op 1895. In 2006 is het aantal inwoners door het United States Census Bureau geschat op 1755, een daling van 140 (-7,4%).

## Geografie
Volgens het United States Census Bureau beslaat de plaats een oppervlakte van 3,8 km², geheel bestaande uit land. De Wallowa stroomt langs Enterprise. Het stadje ligt op ongeveer 1144 meter boven zeeniveau.

## Plaatsen in de nabije omgeving
De onderstaande figuur toont nabijgelegen plaatsen in een straal van 44 km rond Enterprise.

## Geboren
- Dale Mortensen (1939-2014), wetenschapper, econoom en Nobelprijswinnaar (2010)